# Ectropis elaphrodes
Ectropis elaphrodes är en fjärilsart som beskrevs av Fletcher 1958. Ectropis elaphrodes ingår i släktet Ectropis och familjen mätare. Inga underarter finns listade i Catalogue of Life.